# Metropolitana driverless AnsaldoBreda

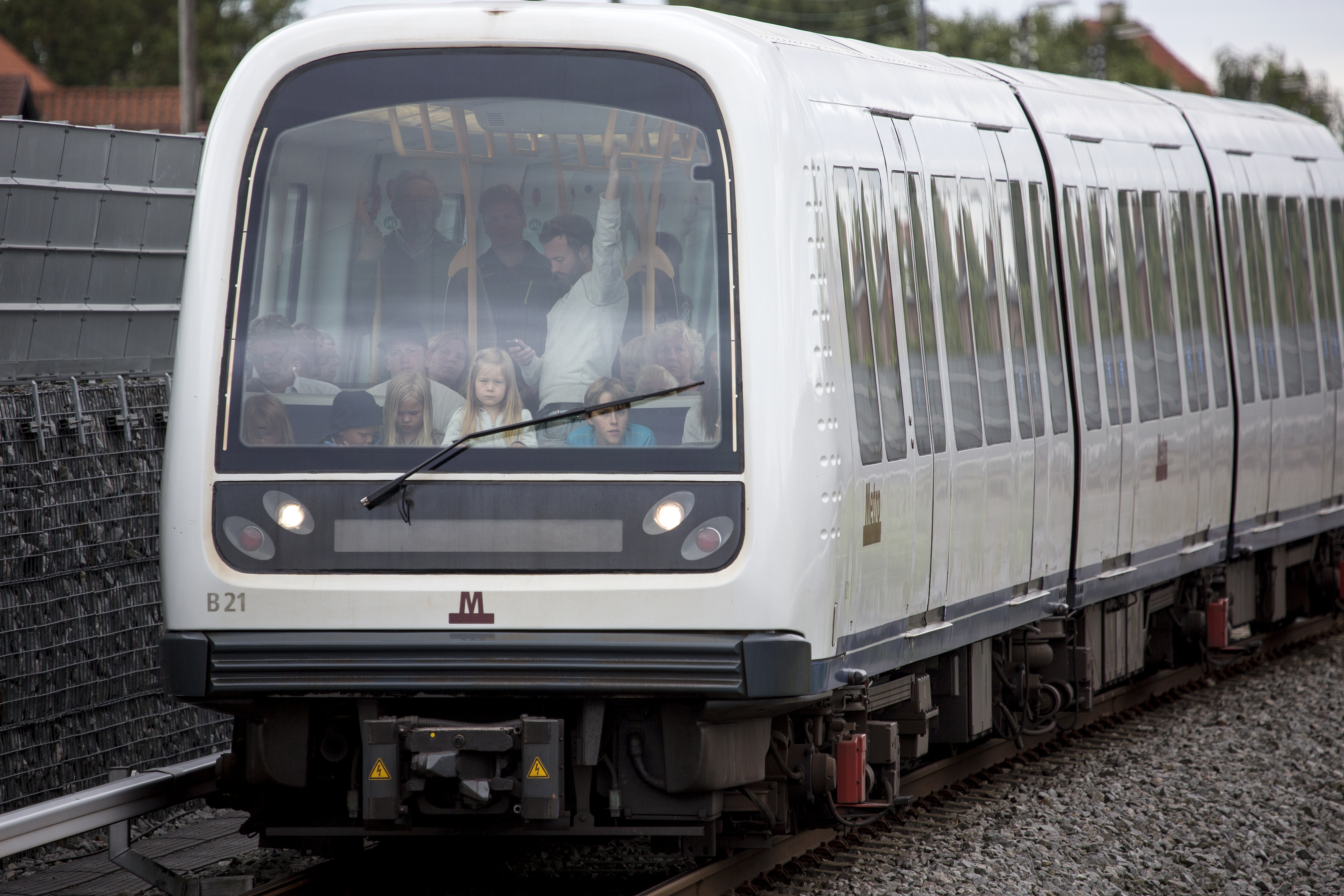
I convogli di Copenaghen, primi a entrare in servizio.

La metropolitana driverless Hitachi Rail Italy è un sistema di trasporto sviluppato originariamente da AnsaldoBreda, dal 2015 confluita in Hitachi Rail, costituito da impianti di metropolitana automatica senza conducente per linee di metropolitana tradizionale e leggera. Il relativo sistema di segnalamento e la tecnologia di gestione automatizzata delle reti sono sviluppati dall'Ansaldo STS Breda.

## Caratteristiche di automazione

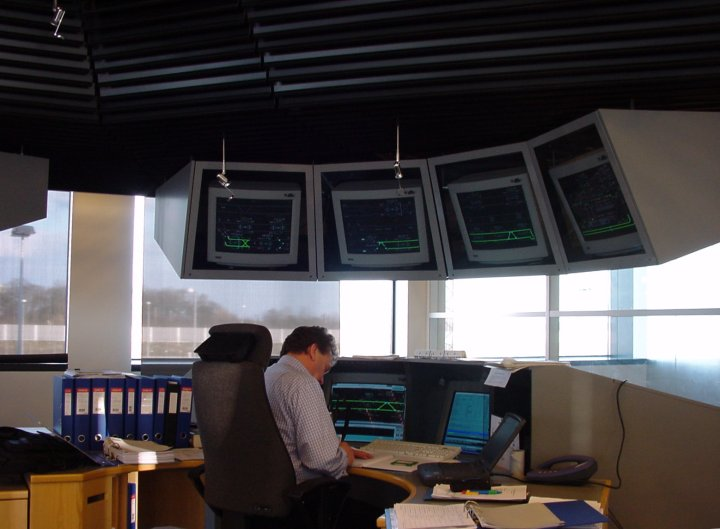
Il centro di controllo della Metropolitana di Copenaghen.

Gli spostamenti dei convogli sono gestiti automaticamente da un computer. Lasciando che il sistema sia gestito in modo informatico, vengono eliminati gli errori umani, e si può mantenere una frequenza elevata delle corse grazie alla precisione dell'accelerazione e della frenata. Il sistema è monitorato da una serie di operatori, e in caso di emergenza, i treni possono essere comandati a distanza dagli operatori del centro di controllo o dagli steward sui treni.
Il sistema ATC è sviluppato e gestito da Ansaldo STS, che ha sede a Genova.
Il sistema ATC è diviso in tre sotto-sistemi:
ATPIl sistema ATP (Automatic Train Protection, Protezione Automatica del Treno) è atta alla protezione dei passeggeri e del personale. Assicura che gli scambi siano gestiti in modo corretto e che i treni viaggino il più possibile alla massima velocità, per evitare ritardi e deragliamenti. Siccome le linee sono suddivise in sezioni, il sistema assicura anche che in ogni sezione vi sia un solo treno, e che i treni non possano procedere in caso di presenza di oggetti (o persone) sui binari.
ATOIl sistema ATO (Automatic Train Operation, Comando Automatico del Treno) è la funzione che sostituisce il macchinista. Il sistema assicura che il treno si fermi correttamente in stazione, apra le porte, aspetti che i passeggeri siano saliti e scesi e riprenda la corsa. Il sistema ATO non può modificare le funzioni come il cambiamento degli scambi.
ATSIl sistema ATS (Automatic Train Supervisory, Supervisione Automatica del Treno) controlla i percorsi e le destinazioni dei treni. Il sistema può gestire la rete in differenti situazioni: servizio normale, servizio su unico binario, oppure servizio in caso di lavori. Viene mantenuta sotto controllo l'intera rete della metropolitana, con informazioni sugli scambi e sui treni. Questo sistema può anche fornire allarmi e segnalare errori anche quando la rete è gestita manualmente.

## Diffusione sul mercato
Convogli di questo tipo sono stati prodotti dall'AnsaldoBreda per i servizi di trasporto metropolitano di diverse città: Copenhagen, Roma (linea C), Milano (linee M4 e M5), Brescia, Taipei, l'università PNU di Riad, Salonicco, Honolulu, Lima.
I treni di Brescia, Copenhagen, Milano, Riad e Salonicco sono esteticamente identici, con design ad opera di Giorgetto Giugiaro.

## Caratteristiche rete per rete
La seguente tabella riassume le caratteristiche principali degli impianti di metropolitana automatica di questo tipo.
| Città      | Serie                   | Quantità veicoli | Casse | Larghezza (m) | Lunghezza (m) | Altezza (m) | Scartamento (mm) | Alimentazione               | Velocità massima | Rete o linea                                          | Foto |
| ---------- | ----------------------- | ---------------- | ----- | ------------- | ------------- | ----------- | ---------------- | --------------------------- | ---------------- | ----------------------------------------------------- | ---- |
| Brescia    | Serie 100               | 18               | 3     | 2,650         | 39            | 3,7         | 1 435            | 750 V cc/dc (terza rotaia)  | 90 km/h          | Metropolitana di Brescia                              |      |
| Copenaghen | A/B 01-34 (Linee M1-M2) | 34               | 3     | 2,650         | 39            | 3,7         | 1 435            | 750 V cc/dc (terza rotaia)  | 90 km/h          | Metropolitana di Copenaghen                           |      |
| Copenaghen | A/B 01-34 (Linee M3-M4) | 30               | 3     | 2,650         | 39            | 3,7         | 1 435            | 750 V cc/dc (terza rotaia)  | 90 km/h          | Metropolitana di Copenaghen                           |      |
| Honolulu   |                         | 20               | 4     | 3,050         | 39,10         | -           | 1 435            | 750 V cc/dc (terza rotaia)  | 105 km/h         | Metropolitana di Honolulu                             |      |
| Lima       |                         | 42               | 6     | 2,850         | 106,94        | 3,67        | 1 435            | 1 500 V cc/dc (linea aerea) | 90 km/h          | Metropolitana di Lima                                 |      |
| Milano     | Serie 5500              | 21               | 4     | 2,650         | 50,5          | 3,7         | 1 435            | 750 V cc/dc (terza rotaia)  | 80 km/h          | Linea M5                                              |      |
| Milano     | Serie 4400              | 47               | 4     | 2,650         | 50,9          | 3,7         | 1 435            | 750 V cc/dc (terza rotaia)  | 80 km/h          | Linea M4                                              |      |
| Riad       |                         | 22               | 2     | 2,650         | 28,7          | 3,8         | 1 435            | 750 V cc/dc (terza rotaia)  | 60 km/h          | People mover della Princess Nourah University di Riad |      |
| Roma       | MCV00                   | 30               | 6     | 2,850         | 109,4         | 3,640       | 1 435            | 1 500 V cc/dc (linea aerea) | 90 km/h          | Linea C                                               |      |
| Salonicco  |                         | 18               | 4     | 2,650         | 51            | 3,82        | 1 435            | 750 V cc/dc (terza rotaia)  | 90 km/h          | Metropolitana di Salonicco                            |      |
| Taipei     | EMU101                  | 17               | 4     | 2,650         | 68            | 3,6         | 1 435            | 750 V cc/dc (terza rotaia)  | 80 km/h          | Metropolitana di Taipei                               |      |